# Pycreus lanceolatus
Pycreus lanceolatus är en halvgräsart som först beskrevs av Jean Louis Marie Poiret, och fick sitt nu gällande namn av Charles Baron Clarke. Pycreus lanceolatus ingår i släktet Pycreus och familjen halvgräs. Inga underarter finns listade i Catalogue of Life.